# Ватерлоо-роуд (фильм)
«Ватерлоо-роуд» (англ. Waterloo Road) — британская криминально-романтическая мелодрама режиссёра Сидни Гиллиата, которая вышла на экраны в 1945 году.
Сценарий написан Гиллиатом по истории Вэла Валентайна (англ.  Val Valentine). Фильм рассказывает историю английского солдата Джима Колтера (Джон Миллс), призванного в армию во время Второй мировой войны. Получив информацию, что его жена Тилли (Джой Шелтон) проводит время в компании проходимца и бабника Теда Пёрвиса (Стюарт Грейнджер), Джим самовольно покидает часть и приезжает в свой дом, расположенный возле лондонского вокзала Ватерлоо. Он начинает розыски Теда и Тилли, и в конце концов находит их в его квартире, что приводит к эпической сцене драки между ними, в которой Джим одерживает верх.
Это третий фильм в неофициальной военной трилогии студии Gainsborough Pictures, которой предшествовали фильмы «Миллионы таких, как мы» (1943) и «2000 женщин» (1944).
Несмотря на простоту сюжета, фильм получил высокие оценки критики за достоверный показ жизни лондонцев военного времени, атмосферу и хороший темп повествования, а также за прекрасную актёрскую игру.

## Сюжет
В 1944 году доктор Монтгомери (Аластер Сим) выходит из своего лондонского кабинета и идёт по местному рынку в поисках игрушки для маленького сына своего друга Джима Колтера. По пути он размышляет о том, что в 1941 году сражения велись не только против нацистов, вспоминая события, приключившиеся зимой 1940—1941 годов в его родном квартале около лондонского вокзала Ватерлоо.
Один из недорогих домов в этом квартале занимала семья Колтеров, в которую входили хозяйка дома миссис Колтер (Беатрис Варли), её взрослая дочь Руби (Элисон Леггатт) и дочь школьного возраста Вера (Вера Фрэнсис). С ними также проживала её невестка Тилли (Джой Шелтон), муж которой Джим Колтер (Джон Миллс) ушёл служить в армию, а также арендатор Том Мейсон (Джордж Карни). Руби, которая работает кассиршей на железной дороге, раздражена на Тилли, которая, как ей кажется, ничего не делает и праздно проводит время. Однажды во время обеда Руби набрасывается на Тилли с обвинениями в безделье и супружеской неверности, и хотя миссис Колтер пытается примирить девушек, между ними возникает ссора. В тот же день Тилли идёт по улице, и, проходя мимо соседней фотостудии, видит в витрине свою свадебную фотографию. Это погружает её в воспоминания о том дне, когда после бракосочетания они с Джимом отправились на поезде в свадебное путешествие. По дороге они объяснялись друг другу в любви и размышляли о своём будущем, рассчитывая со временем купить собственный дом и завести детей. Однако Джим считал, что заводить детей во время начавшейся войны слишком рискованно. Вскоре после этого разговора Джима призвали в армию.
После ссоры с Тилли, ничего никому не сказав, Руби пишет Джиму письмо, в котором рассказывает о связи Тилли с известным в районе проходимцем и волокитой Тедом Пёрвисом (Стюарт Грейнджер). Прочитав письмо, Джим самовольно покидает часть и направляется домой, но на вокзале Ватерлоо его задерживает военный патруль. Джим просит офицера об однодневном увольнении, но получает отказ, и в сопровождении капрала Льюиса (Бен Уильямс), его отправляют обратно в часть. Улучшив момент, Джим выпрыгивает из поезда, и, преследуемый Льюисом, по железнодорожным путям добегает до вокзала, где прячется в клубе YMCA. Когда военный патруль заходит в клуб, Джима выручает канадский солдат Майк Дагган (Лесли Брэдли), который сам находится в самоволке уже шесть недель, так как недоволен тем, что вместо участия боевых действиях его заставляют заниматься муштрой. Дагган показывает Джиму тайный выход с вокзала, что позволяет миновать караул военной комендатуры и выбраться в город.
Джим возвращается домой к матери, которая сердечно обнимает его. Когда Джим спрашивает о Тилли, раздаётся стук в дверь, и Джим вынужден спрятаться. Появляется военная полиция, которая обыскивает дом, но ничего не находит. Перед уходом капрал Льюис тихо говорит миссис Колтер, что заметил ремень Джима на столе, и советует передать Джиму, чтобы он как можно скорее вернулся в часть. Джим направляется к Руби на работу, выясняя у неё, что Теда Пёрвиса можно найти в его пабе «Счастливая звезда». Зайдя в паб, Джим обыскивает помещение под бдительным контролем дружков Теда во главе с Альфом (Деннис Харкин). Так и не найдя Теда, Джим ввязывается в драку с Альфом, в ходе которой один из его дружков бьёт Джима бутылкой по голове, и он теряет сознание. Вскоре появляется военный полицейский, который отводит плохо соображающего Джима к доктору Монтгомери (Аластер Сим), кабинет которого находится рядом с пабом. Доктор хорошо знает Джима и догадывается, что тот находится в самоволке. Он решает помочь ему и избежать проверки документов. Доктор убеждает полицейского, что Джим не напавший, а жертва, и что не стоит оформлять дело о драке, так как Джим подтверждает, что не имеет к ударившим его никаких претензий. После ухода полицейского доктор рассказывает Джиму, что Тед, несмотря на свою аморальность, нравится местным девушками и пользуется популярностью у парней. Он вдохновляет Джима на то, чтобы тот разобрался с таким подонком, как Тед, который процветает за спинами тех парней, которые сражаются с нацизмом. Между тем Монтгомери просит Джима иметь в виду, что в своё время Тед был профессиональным боксёром.
Тем временем Тед, который действительно решил приударить за Тилли, приглашает её на ужин, и она после некоторых колебаний соглашается. Эту сцену видит Том Мейсон, который вскоре после этого сталкивается с Джимом на улице, неохотно рассказывая ему о том, что Тед направился в паб «Кантербери Армс». Джим приезжает в этот паб, но Тед только что оттуда ушёл. Официант говорит, что Тед мог пойти в парикмахерскую «Тони Пермс». При выходе из бара Джим снова сталкивается военной полицией и вместе с Томом Дагганом вынужден бежать, укрываясь в тату-салоне. Когда ситуация на улице успокаивается, Джим направляется в парикмахерскую «Тони Пермс», где дверь ему открывает хозяйка салона (Джин Кент), рассерженная женщина, которую Тед соблазнил и бросил. Она предлагает поискать того в ресторане «Алькасар», попутно сообщая, что он здоров как бык, а медсправку об освобождении от службы в армии купил у иностранного врача в доках. В ресторане Тед осыпает Тилли комплиментами и рассуждает о семейной жизни, затем они идут танцевать. Несмотря на любовь к Джиму, Тилли начинает поддаваться на сладкие речи Теда, который создаёт впечатление, что обеспечит ей реальную комфортную жизнь прямо сейчас. Врйдя в «Алькасар», Джим замечает в дальнем углу зала выпивающих Теда и Тилли. Но прежде чем Джим успевает что-либо предпринять, в клубе появляется полиция с проверкой документов. Джим как военнослужащий оказывается в отдельной очереди, и когда он видит, что Тед и Тилли уже прошли проверку и удаляются, он убегает от полиции и гонится вслед за ними. Оторвавшись от преследования, Джим лишь успевает заметить, как Тилли и Тед уезжают на такси. В подавленном состоянии Джим возвращается домой, где мать говорит ему, что вечером, когда начнётся бомбардировка, Тилли спустится в бомбоубежище под вокзалом Ватерлоо. Тем временем Тед под предлогом празднования дня рождения заманивает её в свою квартиру, расположенную над пабом «Счастливая звезда». Там они встречают Альфа и его девушку Мэй (Анна Констам), которых Тед под благовидным предлогом вскоре выпроваживает из дома. Увидев, как Тед и Тилли заходят в паб, доктор Монтгомери сообщает об этом Джиму, одновременно давая совет, как использовать боксёрские слабости Теда при возможной драке с ним.
Тем временем Тед подпаивает Тилли и целуется с ней, хотя она продолжает утверждать, что любит Джима. В какой-то момент у окончательно запутавшейся Тилли начинается истерика. Придя в себя, она требует отпустить её домой, заявляя, что не будет изменять Джиму и будет ждать его. Когда Тед напоминает ей, сколько за день он потратил на неё времени и денег, Тилли обзывает его дешёвкой. Джим заходит в паб как раз в тот момент, когда Тед даёт Тилли пощечину и грубо хватает её за руку, после чего она бросается в объятия мужа. Джим просит её подождать внизу, после чего между ним и Тедом вспыхивает драка. В этот момент начинается авианалёт, и на соседнее здание падает бомба, вызывая пожар, который грозит перекинуться на их дом. В драке Тед сначала берёт верх, но затем с помощью хитрости Джим сталкивает Теда с лестницы и одерживает верх. Тед полностью выбивается из сил, и чтобы спасти его от пожара, Джим вместе с Тилли доставляют его к доктору Монтгомери. Осмотрев Теда и обработав его раны, доктор говорит, что тому не надо было платить 20 фунтов за фальшивую медицинскую справку об освобождении от армии. Достаточно было обратиться к нему, и Монтгомери за пять шиллингов выписал бы ему такую справку, поскольку у Теда есть заболевание, которое означает, что «вино, женщины и пляски будут играть в его жизни всё менее значительную роль». Этим же вечером Джим и Тилли быстро примиряются. Вскоре, стоя на пороге дома, Тилли машет рукой высунувшемуся из окна счастливому Джиму, уезжающему на поезде к месту службы. Она не видит, как его крепко держит за ремень капрал Льюис.
… Действие переносится в 1944 год, где доктор Монтгомери приносит игрушку маленькому сыну Колтера. Появляется Тилли, которая говорит, что получила телеграмму от Джима, сообщающего, что у него всё хорошо. Доктор Монтгомери размышляет о том, что жизнь их тяжела, но не так плоха и была прожита не зря, а будущее принадлежит Колтеру-младшему.

## В ролях
- Джон Миллс — Джим Колтер
- Стюарт Грейнджер — Тед Пёрвис
- Аластер Сим — доктор Монтгомери
- Джой Шелтон — Тилли Колтер
- Элисон Леггатт — Руби
- Беатрис Варли — миссис Колтер
- Джордж Карни — Том Мейсон
- Лесли Брэдли — Майк Дагган
- Джин Кент — Тони
- Бен Уильямс — капрал Льюис
- Анна Констам — Мэй
- Вера Фрэнсис — Вера Колтер
- Джордж Мерритт — инспектор противовоздушной обороны
- Иэн Флеминг — офицер на станции
- Уайли Уотсон — татуировщик

## История создания фильма
Как отмечает историк кино Майкл Брук, это «финальный фильм в неофициальной трилогии о жизни британцев в военное время, спродюсированный Эдвардом Блэком до его ухода со студии Gainsborough». Перед этим вышли такие картины, как «Миллионы таких, как мы» (1943) и «2000 женщин» (1944). Эти фильмы резко контрастировали с фирменной продукцией студии — цветистыми костюмированными мелодрамами, курируемыми на студии главным соперником Блэка, Морисом Острером. Но, как и в других фильмах серии, относительно простая история в основном является предлогом для ещё одной подробной картины жизни во время войны. В то время как два предыдущих фильма в основном фокусировались на жизни женщин (работниц фабрик в первом фильме и интернированных — во втором), этот фильм рассказывает о проблемах, с которыми сталкиваются семьи в целом и пары в частности, насильно разлученные требованием долга.
Изначально фильм был известен под названием «Грусть по Ватерлоо» (англ.  Blue for Waterloo).
Съёмки фильма проходили на вокзале Ватерлоо и его окрестностях, в некоторых других лондонских локациях, а также на студии Gainsborough Studios, Ислингтон, Лондон, Великобритания.
По воспоминаниям Стюарта Грейнджера, фильм был снят за десять дней. Особенно он гордился сценой финальном драки с Джоном Миллсом. Грейнджер позже говорил, что этот фильм стал одним из его любимых, и хотя он «играл мерзавца, это был настоящий характер».
По словам Гиллиата, идея использовать персонажа Аластера Сима в качестве комментатора принадлежала ему, хотя и была основана на оригинальной истории Вэла Валентайна. Однако в итоге Гиллиат пришёл к выводу, что этот прием «оказался немного сумбурным».
По информации историка кино Стивена Вэгга, на заключительном этапе работы над картиной возникли проблемы. Как говорил режиссёр Сидни Гиллиат, его отстранили от фильма ещё до его завершения. Производство было остановлено, когда оставалось снять ещё несколько натурных сцен. Продюсер фильма Эдвард Блэк ушёл со студии, а продюсер студии Gainsborough Pictures Морис Острер поставил фильм в конец графика озвучивания. Однако Эрлу Сент-Джону, который был одним из руководителем головной компании The Rank Organisation, фильм понравился, и он добился быстрого завершения работы над фильмом.
Фильм вышел в прокат в Великобритании 9 января 1945 года и в США 24 декабря 1948 года.

## Оценка фильма критикой
После выхода картины британский журнал The Monthly Film Bulletin, в частности, написал: «И в написании сценария, и в режиссуре Гиллиат достиг поразительной степени искренности, верности окружающей среде и персонажам. Эти скромные дома Южного Лондона, дружелюбная суета пабов и уличных рынков, убогость мелких теневых личностей — все это представлено с решительным и твёрдым сопротивлением искушению „приукрасить“». Оформление сцен, разработка персонажей и действие выполнены «с кропотливой добросовестностью», юмор точно подчёркивает своё время, а «диалоги временами достигают высоты мастерства, столь же тонкого, сколь и неприметного». Технические качества фильма достигают того же высокого уровня достоверности, особенно, в плане операторской работы. Кроме того, «кульминационная сцена драки стала одной из самых убедительных, когда-либо снятых в художественном кино. И в довершение этого скромного, но очень приятного произведения — освежающе честная и сдержанная игра актёров, где Грейнджер успешно справляется с самой сложной ролью и преодолевает показную искусственность самодовольного волокиты».
В рецензии британского еженедельника о кино Kine Weekly было отмечено, что это «крепкая, романтическая мелодрама, действие которой разворачивается в первые дни Блица… В ней нет ни Техниколора, ни неподражаемого изящества Ноэла Кауарда, но она, тем не менее, без лишней суеты и хлопот переходит к делу и предваряет свой счастливый и логичный финал с одной из лучших драк, когда-либо виденных в британских фильмах. Хорошее, добротное зрелище, которое наверняка понравится публике».
Американский профессиональный еженедельник Variety также позитивно оценил фильм, в частности, написав: «Умелая режиссура и восхитительный подбор актёров обеспечивают этому фильму хороший кассовый потенциал… Актёрская игра настолько искренняя, а характеры настолько правдивы, что картина захватывает на протяжении всего просмотра. В фильме есть потрясающая кульминация, в которой двое мужчин борются за одну женщину под грохот падающих бомб… Картина является ярким примером того, насколько качественной может быть английская постановка, если она придерживается той среды, которую интерпретирует лучше всего, а именно, среды представителей среднего класса»
В рецензии журнала Time Out говорится, что «действие второй полнометражной картины Гиллиата разворачивается в 1941 году в тревожных переулках вокруг вокзала Ватерлоо. Подобно фильму „Миллионы таких, как мы“, эта картина представляет собой драму о простых людях, которая, к счастью, не смотрит свысока на тех, кого война оставила „бороться с самими собой“ дома… Суть фильма заключается в одиссее по местным увеселительным заведениям (танцевальный зал, паб, зал игровых автоматов, парикмахерская, тату-салон) обеспокоенного солдата, ушедшего в самоволку, чтобы найти свою жену… Конечно, это не шедевр, но зачастую забавный и иногда трогательный фильм, который на всём протяжении чудесно передаёт атмосферу своего времени».
Историк кино Майкл Брук в своей статье отметил, что «несмотря на малый масштаб картины, сценарист и режиссёр Гиллиат более чем компенсирует это, создавая впечатляюще проработанных персонажей. Джон Миллс — образец нахмуренной серьёзности, движимый как искренней любовью к своей жене, так и острым сожалением о том, как он ею пренебрегал. Джой Шелтон совершенно убедительна в роли женщины, которую одновременно привлекает и отталкивает перспектива опасной интрижки, в то время как Стюарт Грейнджер играет против своего обычного амплуа, изображая лондонского жулика, который очаровывает Тилли сладкими речами. Несмотря на некоторую шаткость, актёр на удивление сильно показывает, что даже у такого негодяя, как Тед Пёрвис, есть свои привлекательные стороны».